# Чуквянська сільська рада
Чуквянська сільська рада — орган місцевого самоврядування у Самбірському районі Львівської області. Адміністративний центр — село Чуква.

## Загальні відомості
Чуквянська сільська рада утворена в лютому 1940 року. Територією ради протікають річки Дністер, Ореб, Вишенька.

## Населені пункти
Сільській раді підпорядковані населені пункти:
- с. Чуква
- с. Бережниця
- с. Млин

## Склад ради
Рада складається з 20 депутатів та голови.

### Керівний склад попередніх скликань
| ПІБ                         | Основні відомості                                                                             | Дата обрання | Дата звільнення |
| --------------------------- | --------------------------------------------------------------------------------------------- | ------------ | --------------- |
| Попик Михайло Володимирович | Сільський голова, 1962 року народження, член Партії національно-економічного розвитку України | 26.03.2006   | 31.10.2010      |
| Янів Василь Васильович      | Сільський голова, 1966 року народження, освіта вища, безпартійний                             | 31.10.2010   |                 |

Примітка: таблиця складена за даними джерела